# Phillips Holmes
Phillips Holmes (Grand Rapids, 22 luglio 1907 – Ontario, 12 agosto 1942) è stato un attore statunitense.

## Biografia
Figlio dell'attore teatrale e cinematografico Taylor Holmes, Phillips Holmes ebbe un'infanzia e una giovinezza agiate. Frequentò prestigiose scuole quali il Trinity College in Inghilterra e l'Università di Grenoble in Francia, fino alla Princeton University dove studiò per un anno prima di dedicarsi alla carriera cinematografica, comparendo per la prima volta in un ruolo accreditato nella pellicola Il matricolino (1928), girato proprio all'Università di Princeton, e in Don Giovanni innamorato (1928), entrambi diretti da Frank Tuttle. Agli albori del cinema sonoro, dall'anno successivo Holmes iniziò ad apparire sul grande schermo con regolarità in film quali, ad esempio, L'allegra brigata (1929) e The Return of Sherlock Holmes (1929).
La breve carriera cinematografica di Holmes ebbe il suo apice nella prima metà degli anni trenta, in particolare con i ruoli di Robert Graham nel dramma carcerario Codice penale (1931) di Howard Hawks; di Clyde Griffiths nel dramma Una tragedia americana (1931), adattamento dell'omonimo romanzo di Theodore Dreiser, per la regia di Josef von Sternberg; di Paul Renard, soldato francese della prima guerra mondiale, nel dramma bellico L'uomo che ho ucciso (1932) di Ernst Lubitsch, e di Ernest DeGraff nella commedia brillante Pranzo alle otto (1933), diretto da George Cukor.
Coprotagonista maschile nelle commedie Figlia d'arte (1933) e Carovane (1934), Holmes ebbe un ruolo da protagonista, quello del luogotenente George Muffat, nella versione di Nanà diretta nel 1934 da Dorothy Arzner, in cui recitò al fianco di Anna Sten, e quello di Pip ne Il forzato (1934), versione diretta da Stuart Walker del romanzo Grandi speranze di Charles Dickens. Dopo l'interpretazione del musicista Vincenzo Bellini nel film The Divine Spark (1935), e dell'agente del controspionaggio Tony Carleton in La casa delle mille candele (1936), la carriera cinematografica di Holmes ebbe un brusco declino e terminò di fatto nel 1938 con il ruolo di Philip de Pourville in Housemaster, prodotto in Inghilterra, dopo il quale l'attore lasciò Los Angeles per i palcoscenici di New York.
Nel 1941 Holmes si arruolò nella Royal Canadian Air Force dopo aver seguito le orme del fratello, l'ufficiale pilota Ralph Holmes. L'attore rimase ucciso il 12 agosto 1942, all'età di 35 anni, in una fatale collisione aerea tra due velivoli dell'Air Force, avvenuta nel nord-ovest dell'Ontario, in Canada.

## Filmografia
- Uneasy Money, regia di Lawrence C. Windom (1918)
- Her Market Value, regia di Paul Powell (1925)
- Il matricolino (Varsity), regia di Frank Tuttle (1928)
- Don Giovanni innamorato (His Private Life), regia di Frank Tuttle (1928)
- L'allegra brigata (The Wild Party), regia di Dorothy Arzner (1929)
- The Studio Murder Mystery, regia di Frank Tuttle (1929)
- Stairs of Sand, regia di Otto Brower (1929)
- Illusion, regia di Lothar Mendes (1929)
- The Return of Sherlock Holmes, regia di Basil Dean (1929)
- Pointed Heals, regia di A. Edward Sutherland (1929)
- Only the Brave, regia di Frank Tuttle (1930)
- Paramount revue (Paramount on Parade), regia di Dorothy Arzner, Otto Brower (1930)
- Galas de la Paramount, regia di Dorothy Arzner, Otto Brower (1930)
- The Devil's Holiday, regia di Edmund Goulding (1930)
- Grumpy, regia di George Cukor, Cyril Gardner (1930)
- La stella della Taverna Nera (Her Man), regia di Tay Garnett (1930)
- The Dancers, regia di Chandler Sprague (1930)
- Schiavi della colpa (Man to Man), regia di Allan Dwan (1930)
- Codice penale (The Criminal Code), regia di Howard Hawks (1930)
- Stolen Heaven, regia di George Abbott (1931)
- Confessions of a Co-Ed, regia di David Burton, Dudley Murphy (1931)
- Una tragedia americana (An American Tragedy), regia di Josef von Sternberg (1931)
- Two Kinds of Women, regia di William C. DeMille (1932)
- L'uomo che ho ucciso (Broken Lullaby), regia di Ernst Lubitsch (1932)
- Night Court, regia di W. S. Van Dyke (1932)
- 70,000 Witnesses, regia di Ralph Murphy (1932)
- Il figlio dell’amore (The Secret of Madame Blanche), regia di Charles Brabin (1933)
- Men Must Fight, regia di Edgar Selwyn (1933)
- Lookinf Forward, regia di Clarence Brown (1933)
- Temporale all'alba (Storm at Daybreak), regia di Richard Boleslawski (1933)
- The Big Brain, regia di George Archainbaud (1933)
- Pranzo alle otto (Dinner at Eight), regia di George Cukor (1933)
- Beauty for Sale, regia di Richard Boleslavski (1933)
- Il caso dell'avv. Durant (Penthouse), regia di W.S. Van Dyke (1933)
- Figlia d'arte (Stage Mother), regia di Charles Brabin (1933)
- Nanà (Nana), regia di Dorothy Arzner, George Fitzmaurice (1934)
- Private Scandal, regia di Ralph Murphy (1934)
- Million Dollar Ransom, regia di Murray Roth (1934)
- Carovane (Caravan), regia di Erik Charell (1934)
- No Ransom, regia di Fred C. Newmeyer (1934)
- Il forzato (Great Expections), regia di Stuart Walker (1934)
- Ten Minute Alibi, regia di Bernard Vorhaus (1935)
- The Divine Spark, regia di Carmine Gallone (1935)
- Chatterbox, regia di George Nichols Jr. (1936)
- La casa delle mille candele (The House of a Thousand Candles), regia di Arthur Lubin (1936)
- General Spanky, regia di Gordon Douglas, Fred C. Newmeyer (1936)
- The Dominant Sex, regia di Herbert Brenon (1937)
- Housemaster, regia di Herbert Brenon (1938)